# Schloss Bothmer

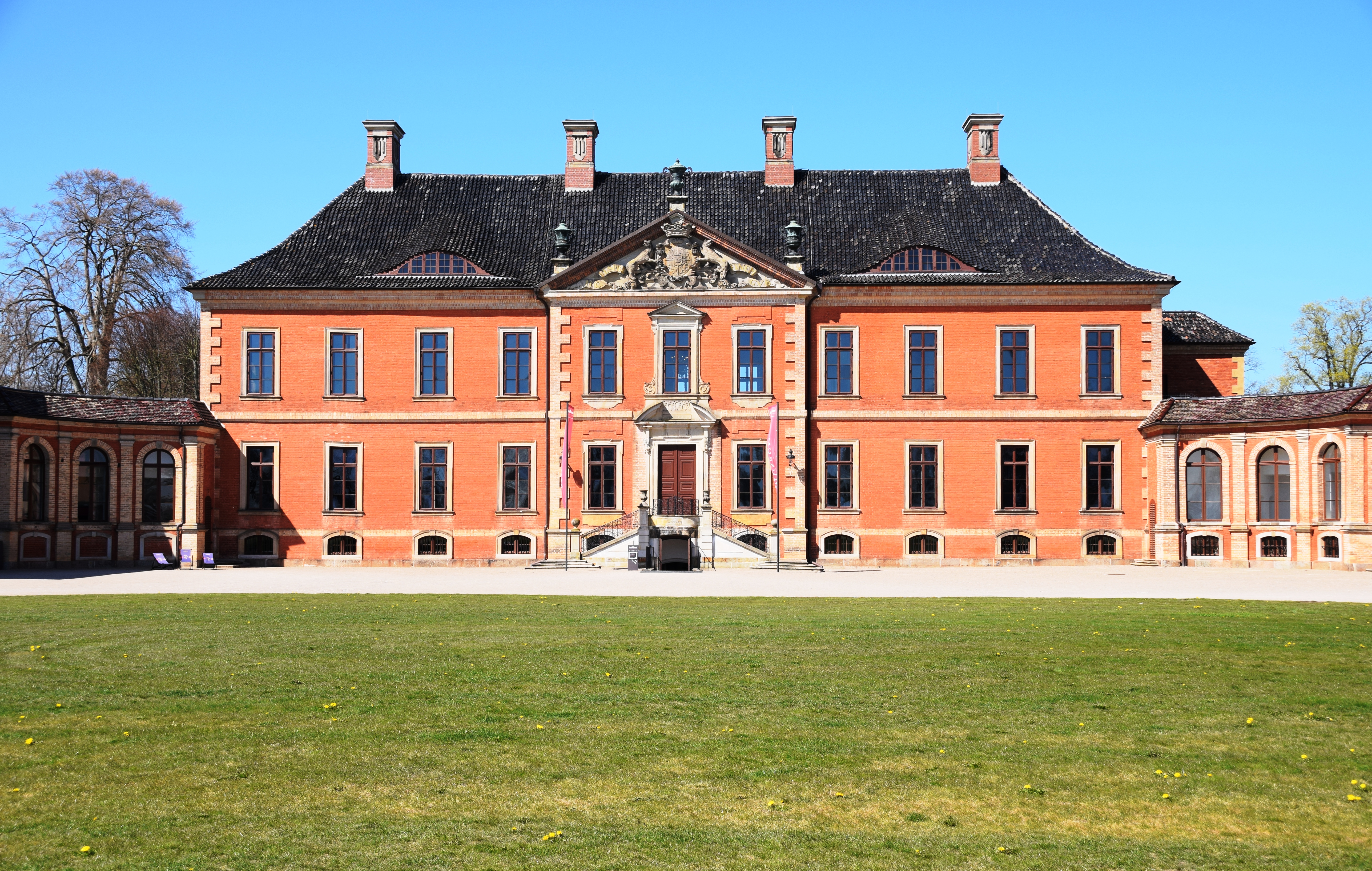
Schloss Bothmer

Schloss Bothmer ist ein Baudenkmal in der mecklenburg-vorpommerschen Stadt Klütz. Die barocke Dreiflügelanlage wurde in den Jahren 1726 bis 1732 für Johann Kaspar von Bothmer von Johann Friedrich Künnecke erbaut. Hervorzuheben sind das Vestibül, der Gartensaal und der Festsaal. Das Schlossmuseum sowie weitere Einrichtungen im Schloss stehen der Öffentlichkeit zur Verfügung.

## Geschichte

### Überblick

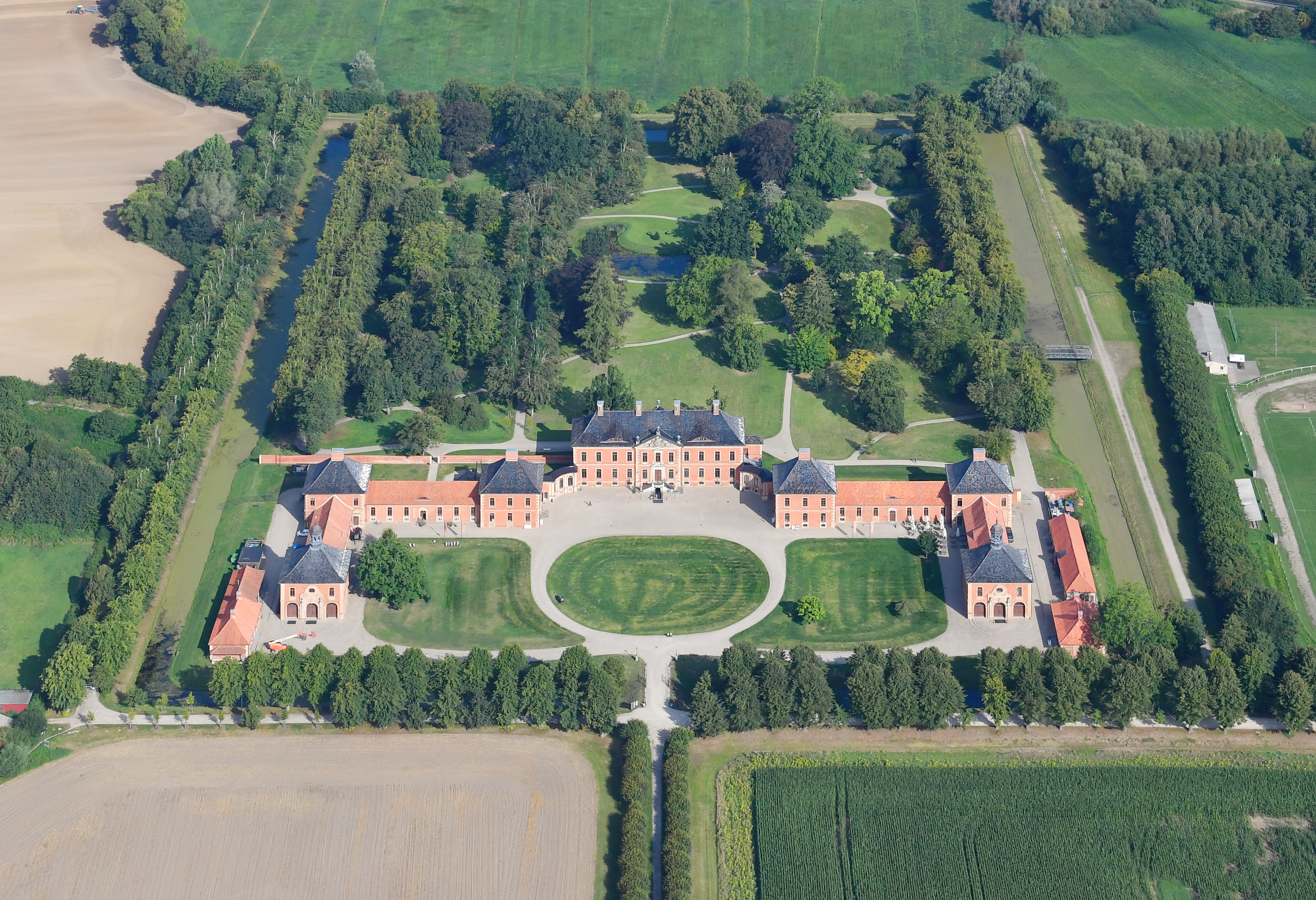
Schloss und Park Bothmer, 2024

Das Barockschloss befindet sich am südlichen Ortsrand der nordwestmecklenburgischen Kleinstadt Klütz. Der denkmalgeschützte Komplex aus mehrflügeligem Schloss und rechteckiger Garteninsel bildet die größte erhaltene Barockanlage Mecklenburg-Vorpommerns. Die zum Schloss führende Festonallee aus spalierartig gezogenen Lindenbäumen ist ein in Deutschland einzigartiges Gartendenkmal. Das Schloss wurde nach englischen und niederländischen Vorbildern für den in Diensten des englischen Königshauses stehenden Reichsgrafen Hans Caspar von Bothmer von 1726 bis 1732 als Stammsitz seiner Familie erbaut. Zusammen mit zahlreichen benachbarten Gütern befand es sich über 200 Jahre im Eigentum der Bothmer. Nach dem Zweiten Weltkrieg wurde der Besitz enteignet und das Schloss in der Zeit der DDR zu einem Altenheim umfunktioniert. Nachdem ein privater Investor ein geplantes Nutzungskonzept nicht umsetzen konnte, wurde es Eigentum des Landes Mecklenburg-Vorpommern und kam in die Obhut der Behörde Staatliche Schlösser, Gärten und Kunstsammlungen Mecklenburg-Vorpommern. Nach einer Zeit des Leerstands und Verfalls wurde es saniert; im Mai 2015 wurde das Schlossmuseum im Corps de Logis eröffnet.

### Vorgeschichte des Schlosses

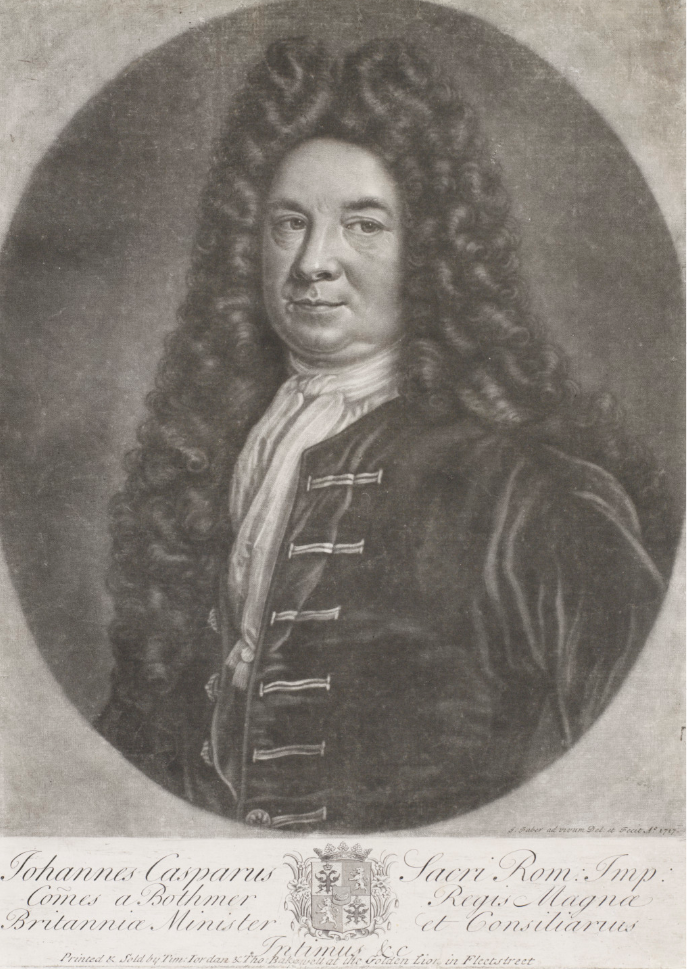
Hans Caspar von Bothmer (1717)

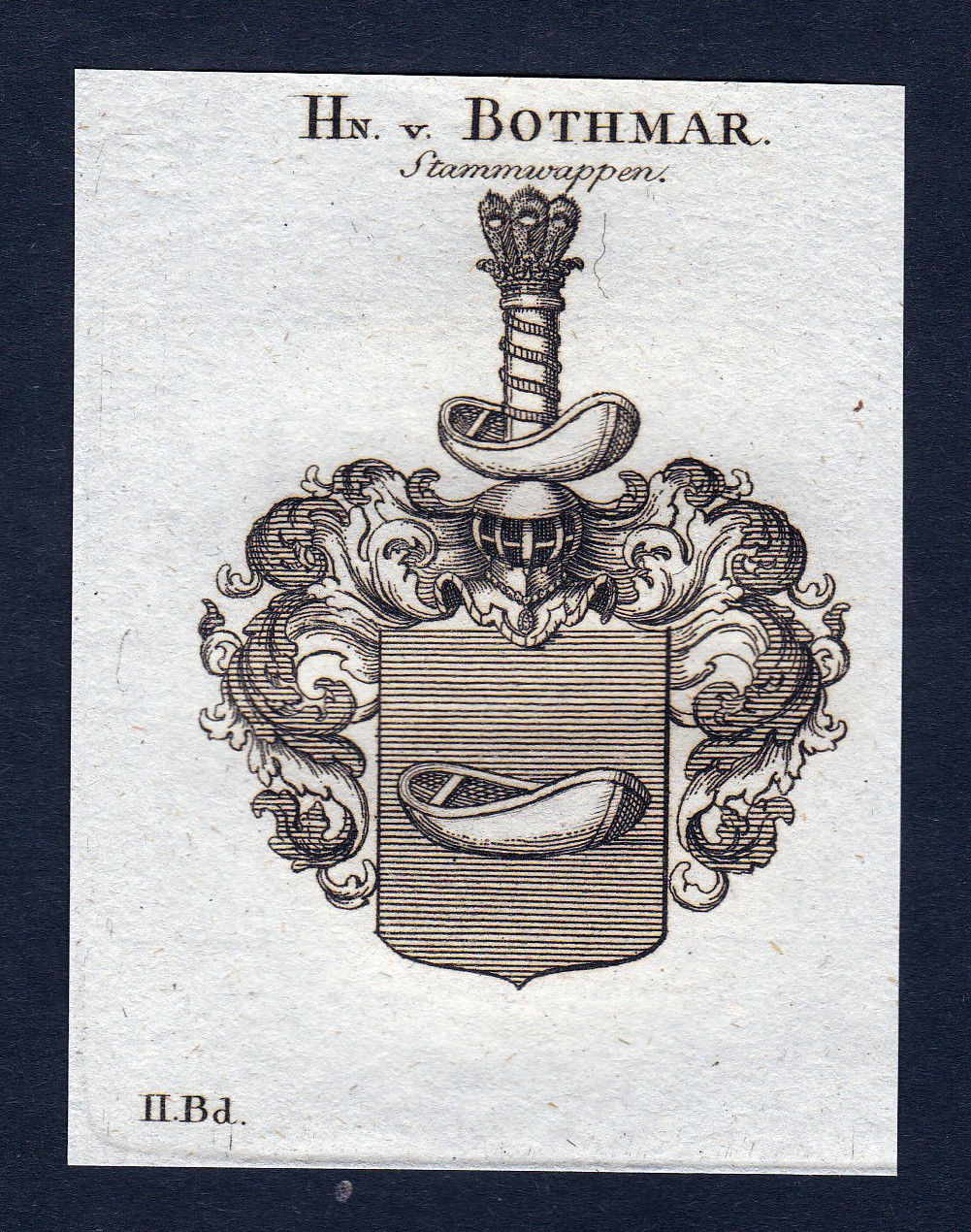
Stammwappen der Adelsfamilie von Bothmer

Der Bauherr des Schlosses war der aus der niedersächsischen Adelsfamilie Bothmer stammende Diplomat Hans Caspar von Bothmer. Der 1656 geborene Bothmer entstammte dem niederen Landadel und wurde 1682 an den kurfürstlichen Hof von Hannover geholt, wo er als Hofjunker von Sophie Dorothea von Braunschweig-Lüneburg diente. Seine diplomatischen Fähigkeiten führten zu einem steten Aufstieg bei Hofe, und er wurde mit verschiedenen diplomatischen Missionen betraut. 1696 wurde er gemeinsam mit seinen Brüdern und seinem Vater zum Reichsfreiherren ernannt und 1713 zu Wien zum Reichsgrafen erhoben. Ab 1711 diente Bothmer als Gesandter des Hauses Hannover in London, wo er 1714 maßgeblich an der Einsetzung Georgs I. als König von Großbritannien beteiligt war. Derart in den höheren Adel aufgestiegen, verfolgte Bothmer die Absicht, einen größeren Güterkomplex für die Errichtung eines Stammsitzes und zur Versorgung seiner Familie zu erwerben. Die finanziellen Möglichkeiten dazu erhielt er unter anderem durch König Georg, der dem Reichsgrafen zum Dank für den gewonnenen Thron großzügige Dotationen gewährte.
Da Hans Caspar von Bothmer vorwiegend in London weilte, erwarb sein Bruder Friedrich Johann ab 1721 Ländereien für die Errichtung eines Gutsbesitzes. Im Klützer Winkel litt die Familie Plessen unter den Folgen des Großen Nordischen Krieges und einer ungünstigen Wirtschaftslage; ihr Besitz wurde zu einem günstigen Preis angeboten. Bald konnte die Familie Bothmer weitere Ländereien hinzugewinnen, diesmal durch einen Ehekontrakt mit der dort ebenfalls ansässigen Familie von Bülow (Siehe auch: Burg Arpshagen). Der Sohn Friedrich Johanns und Neffe Hans Caspar Bothmers, Hans Caspar Gottfried, wurde mit Christine Margarethe von Bülow vermählt, wodurch mit dem Tode ihres Vaters, des Oberstallmeisters Hartwig von Bülow, 1729 das Gut Elmenhorst mit den weiteren Ländereien der Bülows an die Familie von Bothmer kam. Dazu gehörte auch das Kirchenpatronat über das benachbarte Damshagen mit der St.-Thomas-Kirche.

### Der Familiensitz derer von Bothmer

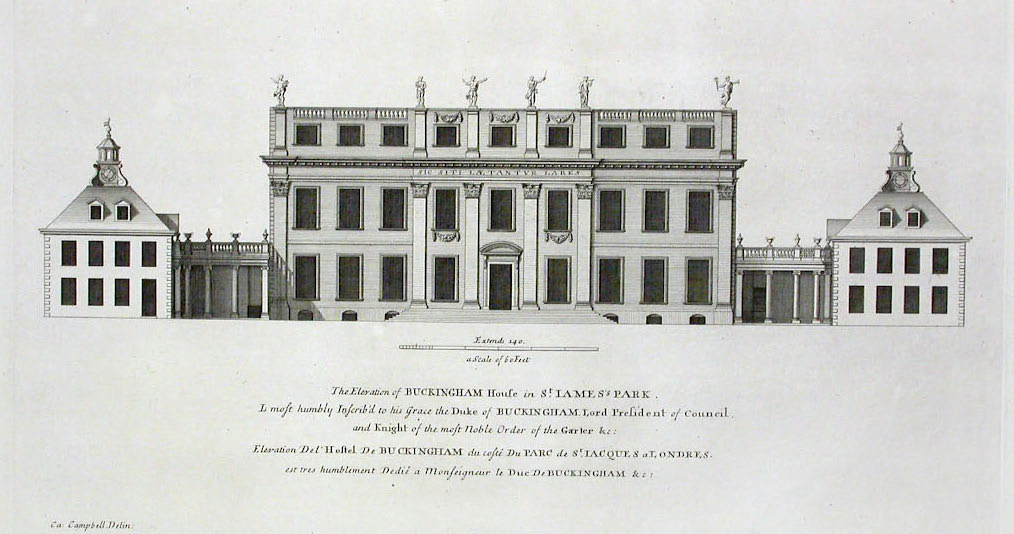
Buckingham House – der Vorläufer des heutigen Buckingham Palace – gilt als eines der Vorbilder Bothmers

Schloss Bothmer wurde von 1726 bis 1732 durch den Architekten Johann Friedrich Künnecke inmitten der Bothmerschen Güter nach niederländischen und englischen Vorbildern erbaut. Es war ein vollständiger Neubau, einen Vorgängerbau gab es nicht. Der Standort wurde sowohl aus ästhetischen als auch aus praktischen Gründen gewählt. Die sanft gewellte Hügellandschaft bot einen ansprechenden Rahmen für die Schlossanlage, aus dem benachbarten Klütz konnten Arbeitskräfte geworben werden und die beiden Handelsstädte Lübeck und Wismar waren nicht weit entfernt. Hans Caspar von Bothmer starb 1732 in London und hat das vollendete Schloss nicht mehr gesehen. Da sein Sohn bereits früh verstarb, wurden sein Neffe Hans Caspar Gottfried und dessen Ehefrau Christine Margarethe zu den ersten Bewohnern des Schlosses. Bothmer diente ihnen und den folgenden Majoratsherren als ständig bewohnter Familiensitz, wobei die zum Teil mit verschiedenen Ämtern versehenen Reichsgrafen bei Abwesenheit durch einen Gutsinspektor vertreten wurden.
Auf Hans Caspar Gottfried Graf von Bothmer (1695–1765) als zweitem Majoratsherrn folgten Hans Caspar III., Graf von Bothmer (1727–1787), dritter Majoratsherr, Hans Caspar Julius Victor, Graf von Bothmer (1764–1814), vierter Majoratsherr,  und auf diesen sein Bruder Christian Ludwig Graf von Bothmer (1773–1848) als fünfter Majoratsherr. Graf Christian Ludwig hatte mit finanziellen Schwierigkeiten zu kämpfen, woraus eine bauliche Vernachlässigung des Schlosses folgte. Ein Besucher schrieb 1833 „das große Schloss Bothmer […] es sah sehr wüst aus“ und „das Gras zwischen dem Pflaster war fußhoch gewachsen“.
Das Schloss und der mecklenburgische Grundbesitz waren bereits auf Veranlassung Hans Caspar von Bothmers zu einem Fideikommiss, also zu einer unveräußerlichen Erbmasse, umgewandelt worden. Damit sollte Bothmer immer an den ältesten männlichen Erben der Familie übergehen, der zugleich den Titel des Reichsgrafen erhielt. Dadurch konnte es aber bei Ausbleiben eines männlichen Erben zu Streitigkeiten kommen; diese Situation trat unter Graf Christian Ludwig ein. Die von Bothmer gerieten in Konflikt mit den Rantzau aus dem benachbarten Schleswig-Holstein, als Kuno zu Rantzau-Breitenburg, der mütterlicherseits selber aus dem Haus Bothmer stammte, im Namen seiner Frau Amalasuntha von Bothmer deren Erbjungfernrecht durchzusetzen versuchte. Rantzau und seine Frau lebten einige Jahre im Schloss, wobei es immer wieder zu gerichtlichen Auseinandersetzungen und 1851 sogar zu einem Aufruhr in Arpshagen kam, Anfang 1852 ging der Besitz durch Vergleich auf einen männlichen Erben aus einem anderen Familienzweig über: Felix Gottlob Graf von Bothmer (1804–1876) wurde sechster Majoratsherr. Er stammte aus einer älteren Seitenlinie und musste sich für die juristische Durchsetzung seines Rechts stark verschulden so dass er nach Antritt der Majoratsherrschaft in Konkurs gehen musste, der Fideikommiss auf Anweisung der Landesherrschaft unter Zwangsverwaltung gestellt und Karl von Maltzahn, der Erste Direktor des Mecklenburgischen Patriotischen Vereins als Konkursverwalter eingesetzt wurde. Auf Felix von Bothmer folgten 1876 sein Sohn Ludwig Georg Otto Friedrich Graf von Bothmer (1835–1894) als siebter Majoratsherr, verheiratet mit Bertha Freiin von Orgies genannt von Rutenberg, der Tochter von Otto von Orgies-Rutenberg. Ludwig von Bothmer-Bothmer war auch Vorstandsvorsitzender des Geschlechts-Verbandes der Gesamtfamilie. Gutserbe wurde sein Sohn Otto von Bothmer (1865–1918) als achter Majoratsherr und dann, da dieser ohne männliche Nachkommen starb, Felix von Bothmers Neffe Alfred Graf von Bothmer (1859–1934) als neunter und letzter Majoratsherr. Ende der 1920er Jahre umfasste Bothmer als Lehngut 1889 ha. Hinzu kamen die 577 ha für Gut Brook sowie ebenfalls als Teil des Familienfideikommisses Gut Arpshagen mit 387 ha, nach der letzten Ausgabe des amtlich publizierten Güter-Adressbuch Mecklenburg.
Zu Beginn des 20. Jahrhunderts bestand Bothmer samt den dazugehörigen Gütern noch aus mehr als 7800 Hektar Grundfläche. In der Zeit Graf Alfreds traten jedoch große Veränderungen ein. Ausgelöst durch den Ersten Weltkrieg, geriet der Besitz in eine finanzielle Depression, die durch die Folgen der Weltwirtschaftskrise noch verschlimmert wurde. Die Familienfideikommisse wurden aufgehoben und Bothmer damit uneingeschränktes Eigentum, das auch verkauft werden konnte. Die umfangreiche Schlossbibliothek wurde 1928 in Hamburg versteigert, und die Verschuldung führte zu einem Verkauf zahlreicher Güter. 1934 übernahm der von Alfreds Frau Mary, geborene Taylor, adoptierte Neffe zweiten Grades Ludwig Max Otto Graf von Bothmer (1889–1973) den verkleinerten Besitz. Ludwig war der Sohn des bayrischen Oberst Moritz Graf Bothmer und der Sophie Edle von Taeuffenbach. Der letzte Gutsherr auf Bothmer war wie sein Vater Offizier, Major a. D., und später Pfarrer der Christengemeinschaft.

### Zweiter Weltkrieg und Nachkriegszeit

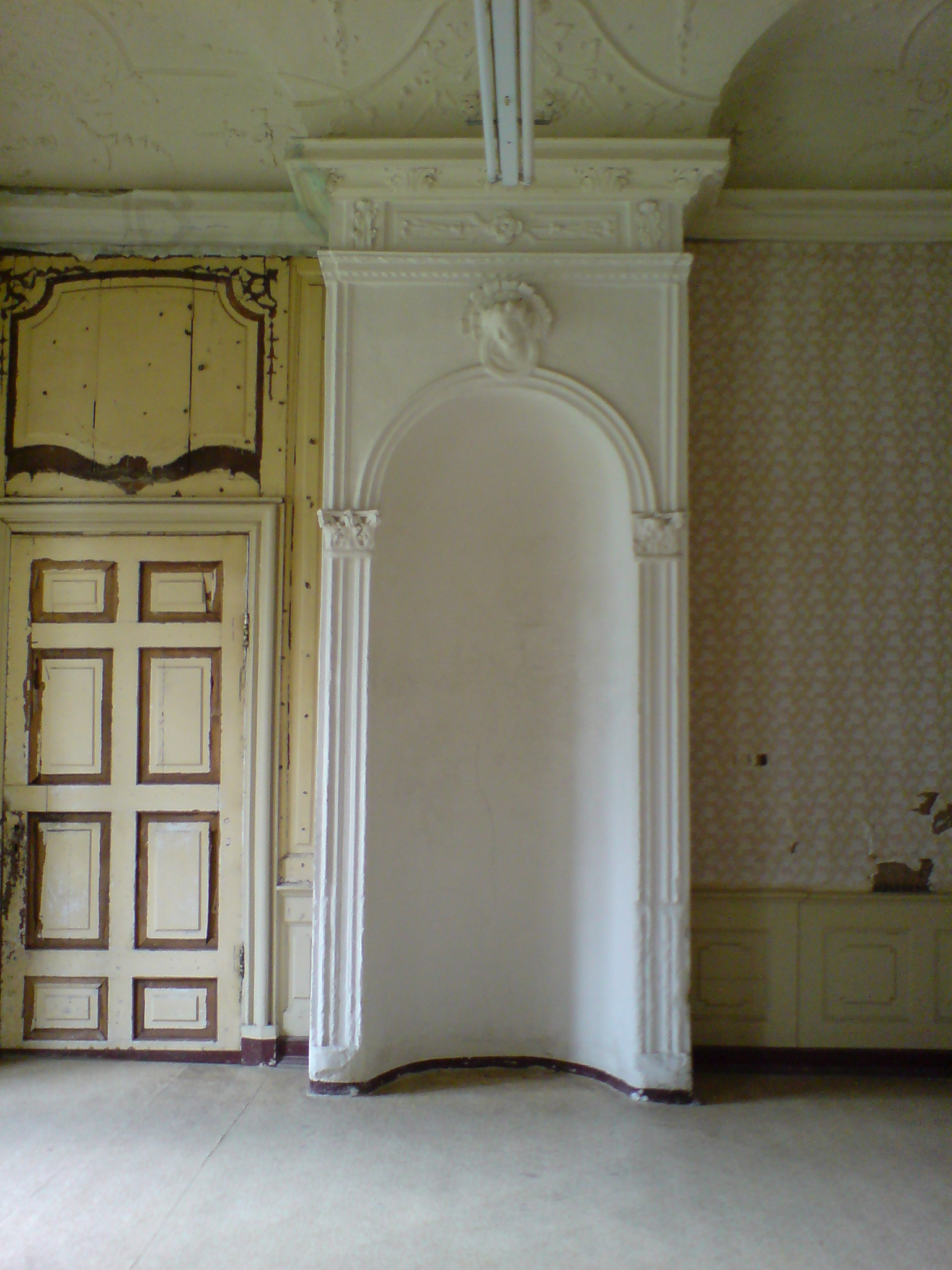
Während der Zeit des Altenheims wurde das Schloss zunehmend vernachlässigt. Blick in einen der Salons des Corps de Logis, 2008

Ab 1943 nahmen die Seitenflügel des Schlosses ausgebombte Flüchtlinge auf, außerdem nutzte die Wehrmacht Teile des Schlosses als Lagerfläche. Die eigentlichen Kriegshandlungen überstand das Schloss ohne Schäden. Aus Angst vor der anrückenden Roten Armee flüchtete fast die gesamte Familie Bothmer am 27. April 1945, wobei sie nur wenig Besitz mitnahm. Eine Sammlung vor der Flucht im Garten vergrabener Silbergegenstände kam während der Restaurierungsarbeiten 2012 wieder ans Tageslicht. Bothmer wurde am 3. Mai von den Westalliierten erreicht. Englische Truppen richteten im Schloss eine Kommandantur ein. Bis Juni des Jahres 1945 konnte die Familie noch Stücke ihres Besitzes aus dem teilweise geplünderten Schloss holen, dann wurde Westmecklenburg aufgrund der Beschlüsse der Konferenz von Jalta am 1. Juli der Roten Armee übergeben und die Familie am 25. Juli entschädigungslos enteignet. Im September 1945 wurde das Schloss als Lazarett für Typhus- und Fleckfieberpatienten eingerichtet. Ludwigs Neffe Hans Kaspar Moritz Ludwig Werner Graf von Bothmer, der Medizin studiert hatte und als Sanitätsoffizier der Wehrmacht diente, war der letzte von Bothmer, der im Schloss lebte. Er starb dort 1946 als Lazaretthelfer an Fleckfieber.
1948 wurde das Schloss in ein Altenheim umgewandelt; in DDR-Zeiten war es das Feierabendheim Clara Zetkin. Auch eine Berufsschule war dort für einige Jahre untergebracht. Durch die Zweckentfremdung wurde das Gebäude vor allem im Inneren massiv und ohne Rücksicht auf den Baubestand umgestaltet. Aufgrund mangelnder Baupflege begann das Schloss zu verfallen.

### Von der Wende zur Gegenwart
Das Altenheim, in dem zeitweise bis zu 200 Senioren lebten, wurde aufgrund des maroden Zustands des Gebäudes 1994 geschlossen und für die Bewohner ein Neubau in Klütz errichtet. 1998 wurde Bothmer mit der Auflage, das Schloss denkmalgerecht zu sanieren, zum symbolischen Preis von je einer D-Mark für Schloss und Park an einen privaten Käufer übereignet. In der Folgezeit kam es zu diversen Rechtsstreitigkeiten über die künftige Nutzung des Schlosses und der Umgebung. Der Besitzer plante unter anderem die Einrichtung eines Schlosshotels und forderte dazu die Schließung eines benachbarten Sportplatzes. Außerdem wurde der bis dahin frei zugängliche Gartenbereich gesperrt. Die Nichtumsetzung des vorgelegten Nutzungskonzepts und fortschreitende Bauschäden am Schlossgebäude führten schließlich zu einer Aufhebung des Kaufvertrages. Das Schloss ging zurück ins Eigentum des Landkreises Nordwestmecklenburg, der Park an die Stadt Klütz.
Am 1. Februar 2008 wurde das Schloss unentgeltlich dem Land Mecklenburg-Vorpommern als neuem Eigentümer übertragen. Dieses ließ zunächst, finanziert durch die Deutsche Stiftung Denkmalschutz, eine Bestandsaufnahme vornehmen und plante eine Dachsanierung sowie die Entfernung von späteren Einbauten. Für die künftige Nutzung des Schlosses wurden verschiedene Nutzungsvorschläge entwickelt. Danach wurde das Hauptgebäude (Corps de logis) denkmalgerecht restauriert und für eine museale Nutzung vorbereitet, während die im Inneren weitgehend zerstörten Seitenflügel für gewerbliche Nutzungen wie Gastronomie, Kunsthandwerk oder Tagungsbetrieb vorgesehen wurden.
Die Sanierung der Gebäude und des Parks kostete insgesamt 36,5 Millionen Euro. Die Neugestaltung des Parks, durch die er in einen englischen Landschaftsgarten zurückverwandelt wurde, war 2012 beendet. Nach Abschluss der Arbeiten wurde das Schloss am 23. Mai 2015 mit einem großen Fest der Öffentlichkeit zugänglich gemacht. Die Ausstellung des Schlossmuseums zeigt nun in 20 Räumen des Corps de Logis die Baugeschichte des Anwesens, zeichnet das Leben des Bauherrn Hans Caspar von Bothmer nach und seine Rolle als Leiter der Deutschen Kanzlei am englischen Hof von St James’s. Im Ostflügel befinden sich Tagungsräume und ein Gastronomiebetrieb.

#### Das Schloss als Filmkulisse
Das Schloss diente wiederholt als Filmkulisse. So entstand dort 2001 der Fernsehfilm Sehnsucht nach Sandin mit Christian Kahrmann und Alexandra Kamp, und in einer Folge der Reihe Bella Block wurde es als fiktive Seniorenresidenz genutzt. Im Fernsehdrama Die Flucht mit Maria Furtwängler als Lena Gräfin von Mahlenberg in der Hauptrolle stellte es ein ostpreußisches Gut dar.

## Das Schlossgebäude

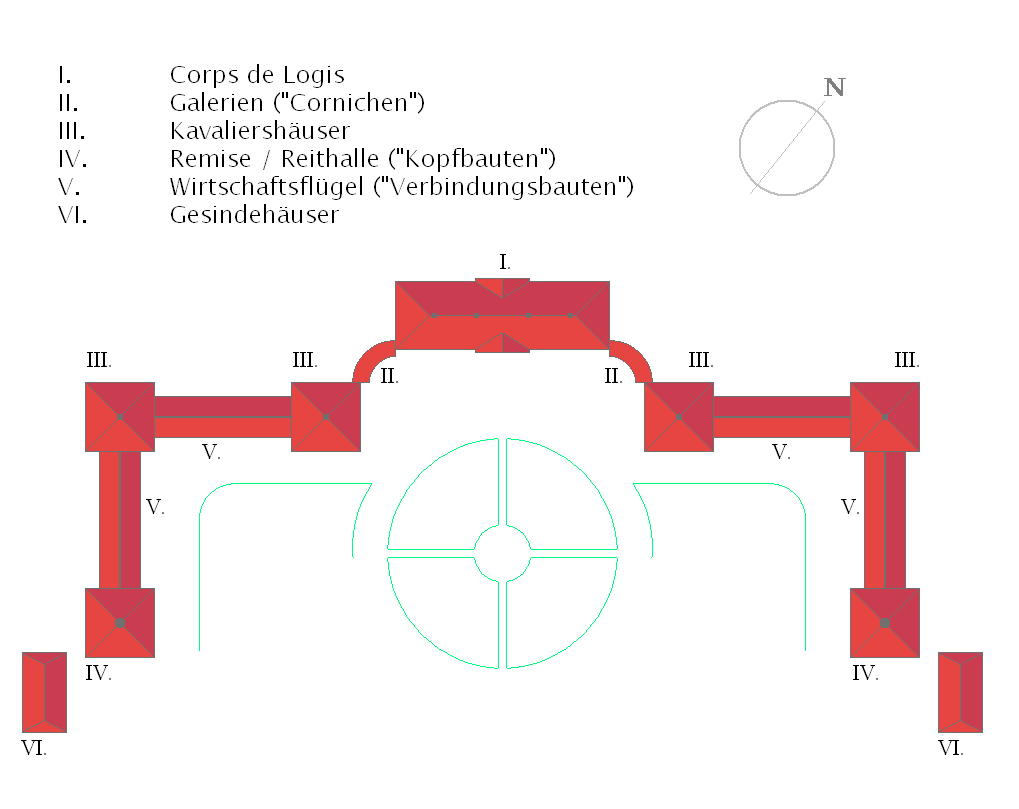
Übersicht des Schlosskomplexes, dargestellt nur der historische Gebäudebestand

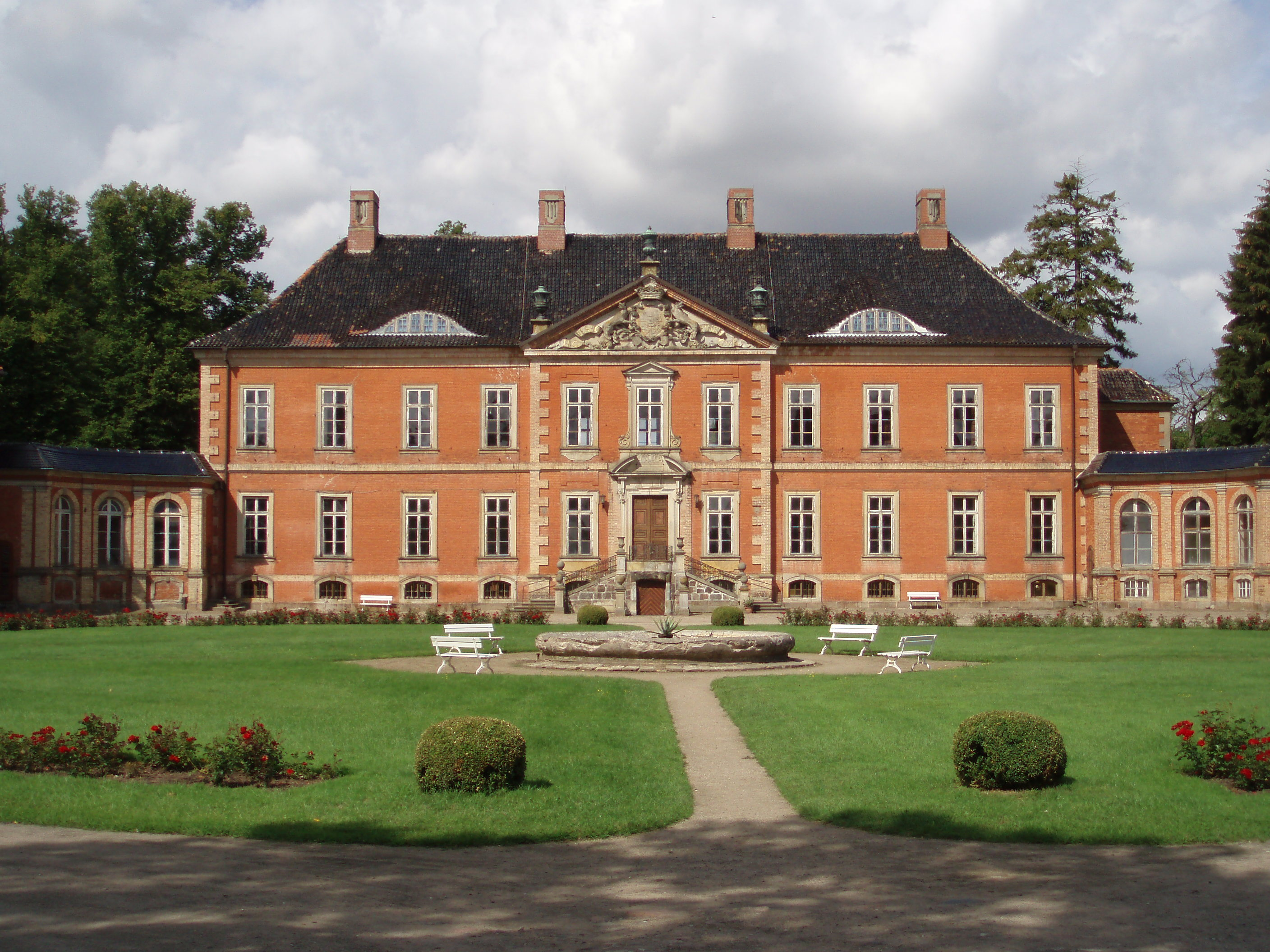
Schloss Bothmer in Klütz: Vorderfront des Corps de Logis

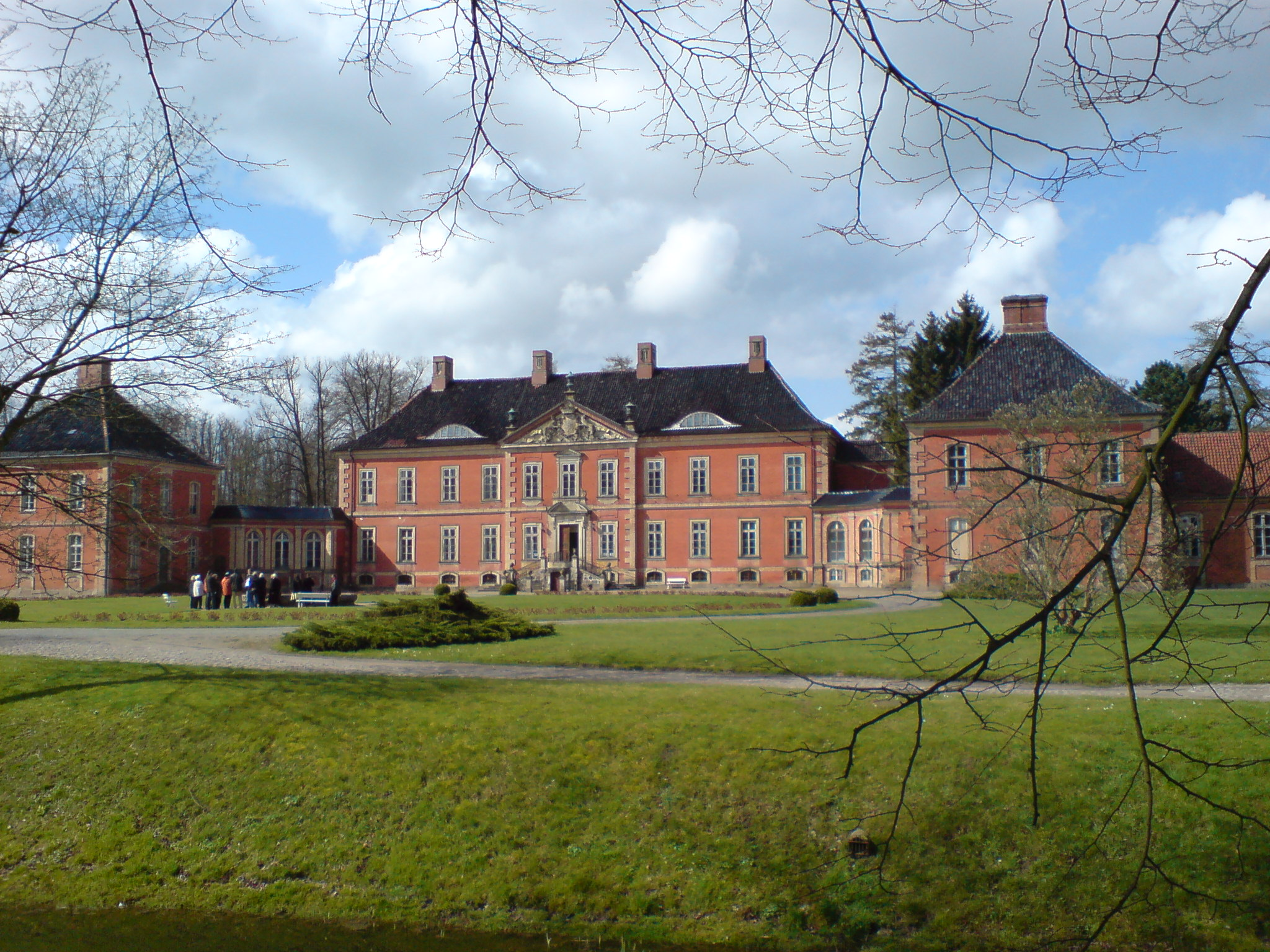
Blick auf die Gebäude des Ehrenhofs, April 2008

Schloss Bothmer wurde durch Johann Friedrich Künnecke entworfen, es war neben dem Vorgängerbau des heutigen Ludwigsluster Schlosses das einzige größere Werk des vermutlich aus Hannover stammenden Architekten. Schloss Bothmer ist ein umfangreicher Komplex aus dreizehn einzelnen Baukörpern, die zu einer großen Gesamtanlage zusammengefügt sind. Den Mittelpunkt bildet das Corps de Logis, das über bogenförmige Galerien, die sogenannten Cornichen, mit den nahezu würfelförmigen Kavaliershäusern verbunden ist. Dadurch wird vor dem Hauptgebäude ein nach Südosten geöffneter Ehrenhof gebildet. Auf die Pavillons folgen jeweils zwei siebenachsige Verbindungshäuser, an die sich weitere Kavaliershäuser anschließen und auf die im rechten Winkel je ein weiterer Verbindungsbau und ein abschließender Pavillon anstoßen. Gemeinsam bilden sie einen weiteren, fast 200 Meter breiten Hof. Der gesamte Gebäudekomplex ist aus Backstein errichtet und die Fugen sind rötlich gefärbt, sodass die Fassaden ein farblich einheitliches Bild vermitteln. Akzente werden durch angedeutete Rustika aus gelben Ziegeln und Schmuckdetails aus Sandstein gesetzt. Die Dächer waren einst farblich unterschiedlich gedeckt, das Corps de Logis und die Kavaliershäuser mit dunkelgrauen, die Verbindungsbauten mit roten Pfannen.

### Corps de Logis

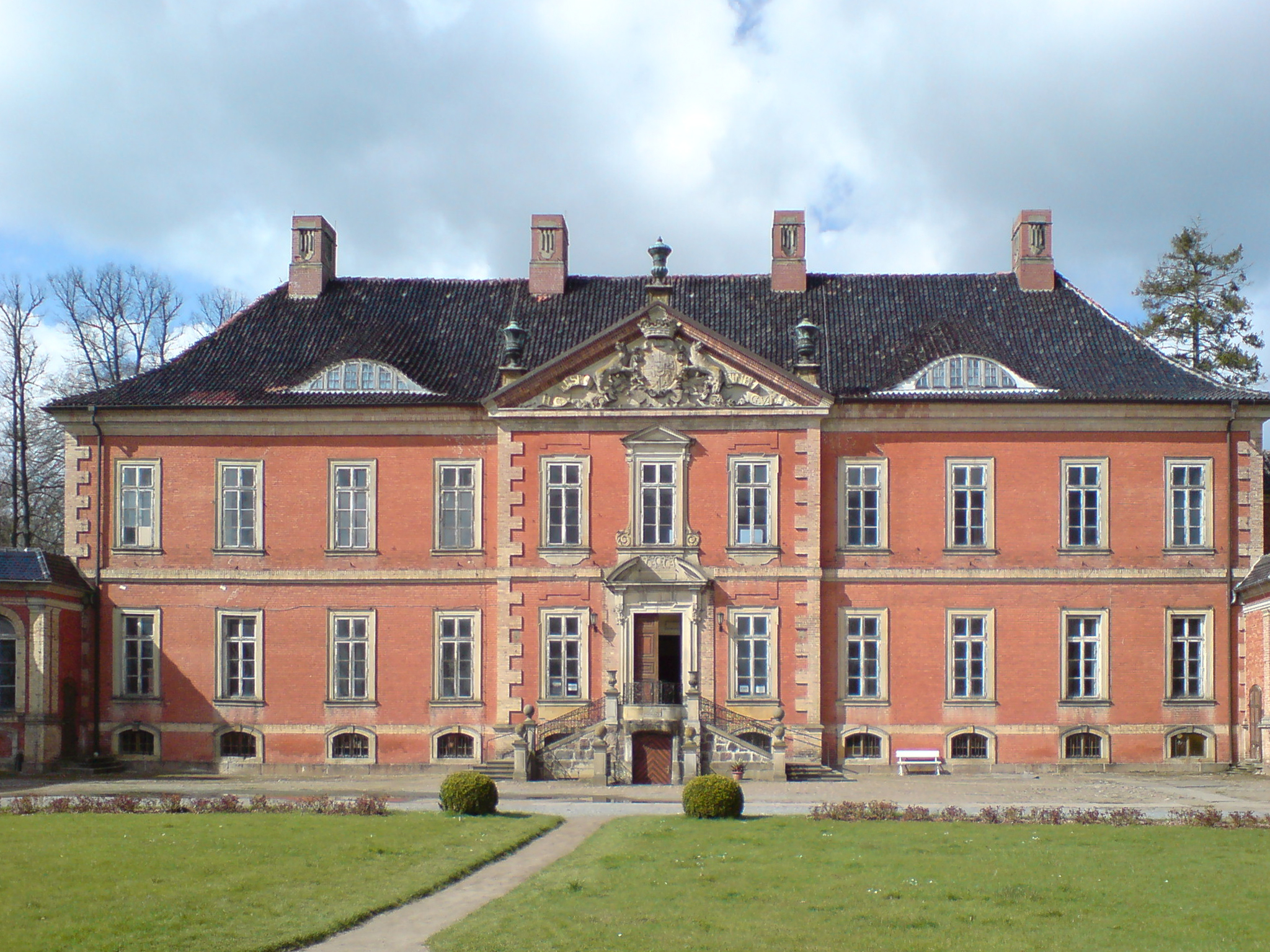
Hofansicht des Corps de Logis, April 2008

Das Corps de Logis bildet das Zentrum der Schlossanlage. Es ist ein zweigeschossiger Bau mit Walmdach auf einem niedrigen Kellersockel, der Baukörper mit elf Fensterachsen ist 43 Meter breit und 14 Meter tief. Aus der Gebäudemitte tritt sowohl zur Hof- wie auch zur Gartenseite ein dreiachsiger, übergiebelter Mittelrisalit hervor, zu dessen Portalen jeweils eine Freitreppe führt. Der Mittelrisalit trägt das Wappen der Bothmer und den Wahlspruch des Bauherrn in zwei Spruchbändern. Die sogenannten Fledermausgauben ersetzten im frühen 19. Jahrhundert barocke Fensteröffnungen im Dachbereich. Auf der Nordfassade des Baus fällt ein Setzungsschaden auf, der nach 1900 aufgrund einer unsachgemäßen Brunnenbohrung im Keller des Corps de Logis entstand. Obwohl der Brunnen wieder zugeschüttet wurde, sackte das Gebäude weiter ab, was zu Schäden an der Fassade und den Innenräumen führte. An der östlichen Schmalwand des Baus wurde in der zweiten Hälfte des 19. Jahrhunderts ein Anbau errichtet, der Sanitärräume aufnahm und damit dem Wunsch nach gesteigertem Wohnkomfort Rechnung trug.
Der Grundriss entspricht ganz der barocken Raumtheorie: In der Mitte des Hauses, außen durch die Risalite betont, befinden sich die zentralen Säle, an die sich seitlich die symmetrischen Appartements mit ihren en filade gereihten Räumen anschließen. Die Innenaufteilung des Gebäudes ist weitgehend erhalten geblieben. Das Corps de Logis war bei Bauabschluss ganz im Stile des Barock ausgeschmückt, was noch am erhaltenen stuckierten Deckenschmuck und den Kaminumrahmungen ersichtlich ist. Die in Eiche ausgeführten Wandpaneele sind nach englischem Vorbild schon ursprünglich ungefasst geblieben, die Stuckarbeiten wurden vermutlich durch den italienischen Stuckateur Joseph Mogia und seine Werkstatt ausgeführt.

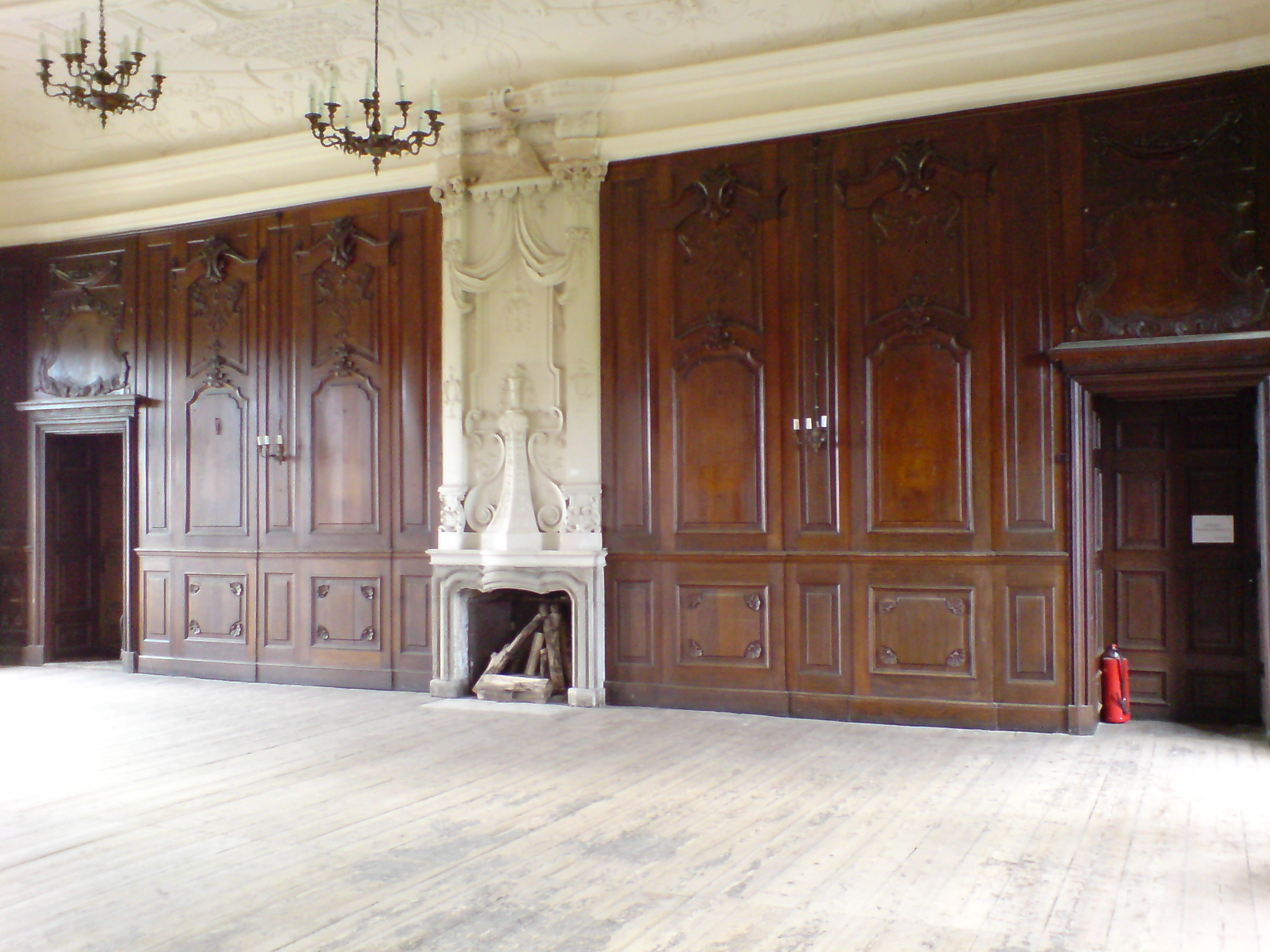
Der Festsaal ist bis in die Gegenwart relativ gut erhalten, Zustand 2008

Das Corps de Logis enthielt die Wohn- und Repräsentationsräume der gräflichen Familie. Über die hofseitige Freitreppe betritt man ein Vestibül, das mit dem dahinterliegenden Weißen Saal verbunden ist. Das Vestibül ist mit stuckierten Reliefs des ersten Schlossbewohners und seiner Frau geschmückt, der Weiße Saal diente als Gartensalon und ist durch eine nördlich gelegene Freitreppe mit dem Park verbunden. Auf ein zentrales Treppenhaus – zur Barockzeit durchaus üblich – wurde im Corps de Logis verzichtet, die große Hauptstiege befindet sich rechts der Eingangshalle. Der bedeutendste und zugleich größte Raum des Gebäudes ist der mit dunklen Vertäfelungen ausgestattete Festsaal im Obergeschoss, der aufgrund der früher dort präsentierten Gemälde auch als Ahnensaal bezeichnet wurde. Als wichtigster Saal des Schlosses übernahm er repräsentative Aufgaben, diente aber zugleich durch seine zentrale Lage zur Verbindung der Appartements miteinander. Der Ahnensaal blieb verhältnismäßig gut erhalten, der Deckenstuck wurde bereits in den Jahren 1996 bis 1997 restauriert. Als kunsthandwerklich herausragend gilt das sogenannte Intarsienkabinett an der westlichen Hofseite. Die frühere Nutzung der Wohnräume des Corps de Logis kann heute nicht mehr genau festgestellt werden, da sie nach den Bedürfnissen der Bewohner im Laufe der Generationen verschiedene Zwecke erfüllten. Sie dienten über einen Zeitraum von mehr als zweihundert Jahren als Salons, Schlafräume, Arbeits- und Empfangszimmer und waren, wie Fotos des 19. und frühen 20. Jahrhunderts belegen, umfangreich und wohnlich mit Möbeln, Gemälden und Kunstgegenständen ausgestattet.
Die heutige Einrichtung hat darauf verzichtet, die Räume willkürlich mit fremdem Inventar zu möblieren; vielmehr werden den Besuchern in gestalterisch und medial anspruchsvoller Form Informationen zur Bau- und Familiengeschichte, den Restaurierungen und der ehemaligen Raumnutzung vermittelt.

### Flügelbauten

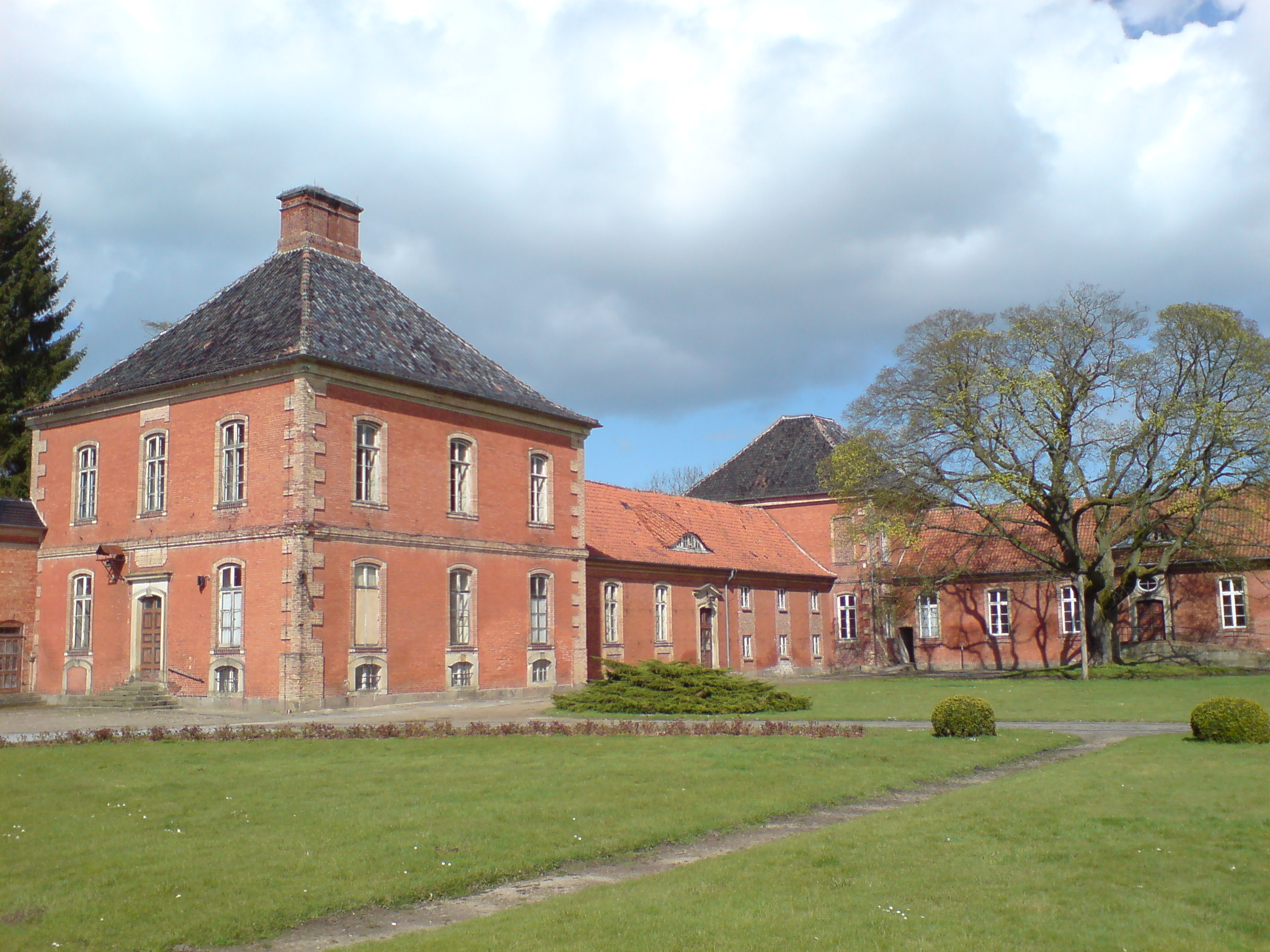
Blick auf die östlichen Kavaliershäuser und die Verbindungsbauten, Zustand April 2008

Das Corps de Logis wird zu beiden Seiten von umfangreichen, winkelförmigen Flügelbauten gerahmt, welche die weitaus größte Fläche des südlichen Bereichs der Schlossinsel einnehmen. Die Flügelbauten bestehen aus je drei annähernd würfelförmigen, zweigeschossigen Pavillons, die durch je zwei Verbindungsbauten im rechten Winkel miteinander verbunden sind. Die Pavillonbauten sind dreiachsig durchfenstert, die Verbindungsflügel siebenachsig. Obwohl die Verbindungsbauten mit sieben Metern Tiefe verhältnismäßig wenig Grundfläche besitzen, hat der klammerartig umschlossene Hof mit fast 200 Metern Breite dennoch großzügige Ausmaße.
Die vier den Hof auf nördlicher Seite begrenzenden Pavillons dienten ursprünglich als Kavaliershäuser, das heißt, sie enthielten Wohnräume für Gäste und Familienmitglieder. Dem Zweck als Wohnbauten dienten sie über 200 Jahre, wobei sich die Funktion durchaus wandelte. Der östliche Pavillon, rechts des Corps de Logis, diente zum Beispiel beim Tod eines der Majoratsherren als Witwensitz und im westlichen Pavillon befanden sich nach der Wende zum 20. Jahrhundert die Arbeitsräume des Rentmeisters und seines Sekretärs sowie das Gutsarchiv. Die insgesamt vier Verbindungsriegel des Schlosshofs waren nicht für Wohnzwecke vorgesehen, sondern enthielten als Wirtschaftsflügel unter anderem Stallungen, Scheunen und Lagerräume. Die abschließenden Pavillons, die auch als Kopfbauten bezeichnet werden, dienten als Wagenremise und Reithalle und unterscheiden sich durch ihre laternenartigen Dachreiter und hohen Portale von den übrigen vier Pavillons. Vermutungen, dass die Reithalle einst eine Schlosskapelle enthielt oder als solche vorgesehen war, können nicht belegt werden. An die Kopfbauten an den äußeren Enden des Schlosshofs grenzen zwei Gesindehäuser, die einst mit dem eigentlichen Schlosskomplex durch gemauerte Portale verbunden waren.

### Vorbilder und stilistische Einordnung

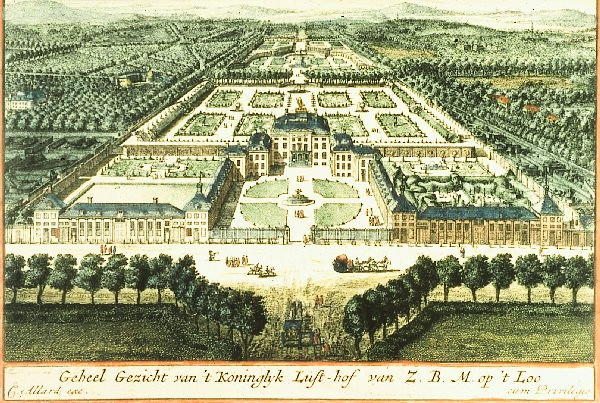
Eines der Vorbilder Schloss Bothmers: Het Loo bei Apeldoorn auf einem Stich des 18. Jahrhunderts

Schloss Bothmer ist vor allem von englischen und niederländischen, weniger von französischen Schlossanlagen beeinflusst. Dies wird nicht nur in der Gestaltung der Bauformen sichtbar, sondern ist auch in Hans Caspar von Bothmers gesellschaftlicher Stellung zu vermuten, die er mit einer stilistischen Annäherung an das Haus Hannover zu unterstreichen versuchte. Der von einer Graft umgebene Große Garten in Hannover-Herrenhausen bildet ein Motiv, das auch in Bothmer zu finden ist und geht seinerseits auf das Schloss Het Loo zurück, neben dem Huis de Voorst eines der wichtigsten Vorbilder für das mecklenburgische Schloss. Het Loo, erbaut für den späteren englischen König Wilhelm III., diente auch als Vorbild für das Schloss Nordkirchen in Westfalen, dessen Grundriss und gestaffelter Aufbau ebenfalls Bothmer ähneln. Von seinem Londoner Amtssitz in der Downing Street aus hatte Hans Caspar Bothmer direkten Blickkontakt zum Buckingham House, dem Ursprungsbau des heutigen Buckingham Palace, das ebenso als eines der Vorbilder für die Mecklenburger Schlossanlage genannt wird. Mit den vorbildhaften englischen Landschlössern des Palladianismus hat Bothmer zum Beispiel die Verbindung von Mittelbau und Pavillons durch die viertelkreisförmigen Galeriebauten gemein.
Durch die Größe der Anlage besitzt das Bothmersche Schloss einen eindeutig repräsentativen Charakter, ist in seiner zurückhaltenden Gestaltung aber dennoch mit den Guts- und Herrenhäusern Mecklenburgs und Schleswig-Holsteins verwandt. Damit steht es im Kontrast zur anderen großen barocken Schlossanlage Mecklenburgs, dem Schloss Ludwigslust, das dreißig Jahre nach Bothmer als prunkvoller Residenzbau errichtet wurde. Bothmer wurde zwar von englischen und niederländischen Vorbildern inspiriert, hatte aber zugleich auch selbst eine Vorbildwirkung. So wird vermutet, dass die einige Kilometer entfernt liegende Anlage von Schloss Johannstorf in ihrer Gestaltung ebenso auf Bothmer zurückgeht wie das benachbarte Herrenhaus Groß Schwansee. Die durchgestaffelte Baugestalt von Schloss Bothmer fand sich zudem an dem ebenfalls von Künnecke errichteten Jagdhaus in Klenow, dem Vorgängerbau des Ludwigsluster Schlosses, wieder. Ähnliche Bauten errichteten die Schweriner Herzöge später noch mit den Jagdschlössern Friedrichsmoor und Friedrichsthal.

### Baueingriffe der Nachkriegszeit

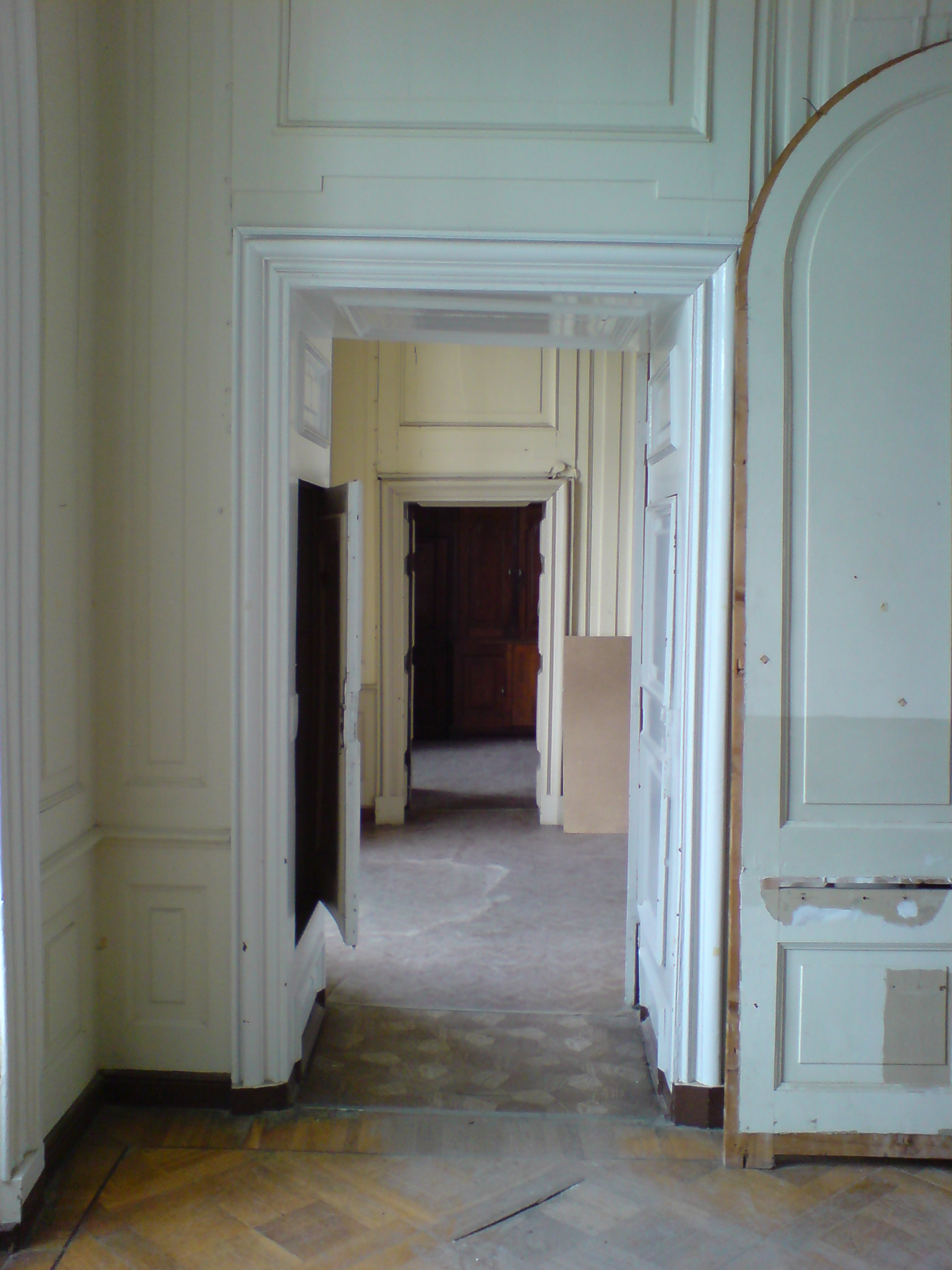
Ein Blick durch die Enfilade des Corps de Logis offenbart Setzungsschäden in den Türrahmen, defekte Böden und abblätternden Lack. Zustand 2008

In der Nachkriegszeit wurden sowohl am Äußeren wie im Inneren des Schlosses zahlreiche Veränderungen an der Bausubstanz vorgenommen. Die Räume waren bereits bei der Verwendung als Lazarett weitgehend ausgeplündert und die Reste der Einrichtung verschleppt worden. In den 1950er Jahren wurden die Öfen des Schlosses ausgebaut, dafür erhielt das Gebäude in den 1960er Jahren eine Zentralheizung, die weitgehend ohne Rücksicht auf die Ausstattung der Innenräume verlegt wurde. Das Kesselhaus der Heizung wurde im Kopfbau der einstigen Wagenremise untergebracht, an dessen Außenfassade ein gemauerter Schornstein angefügt wurde. Westlich des Corps de Logis wurden ein Trafo- und ein Waschhaus errichtet, die der Gartenfassade ihren symmetrischen Aufbau nahmen. Aufgrund von Schäden mussten die Dächer des Schlosses zum Teil neu eingedeckt werden, wobei – bedingt durch den Mangel an geeignetem Baumaterial – die historische Aufteilung in dunkle Pfannen auf den Wohn- und helle Pfannen auf den Wirtschaftsbauten nicht durchgehend beibehalten werden konnte.
Um Platz für die Bewohner des Altenheims zu schaffen, erhielten zwei der eingeschossigen Verbindungsbauten durch eingezogene Zwischendecken ein zusätzliches Stockwerk, die hohen Fenster wurden geteilt. Die einstigen Wirtschaftsräume wurden so völlig zerstört. Das östliche Verbindungshaus und die Reithalle nahmen die Pflegestation des Heims auf, was ebenfalls einen völligen Umbau erforderte. Weiterhin wurden in einigen der Salons des Hauptgebäudes Waschgelegenheiten eingebaut, die zu Feuchtigkeitsschäden an den Täfelungen führten. Die Wände der Innenräume wurden mehrfach übertapeziert, Türrahmen und Kamine mit Ölfarbe gestrichen und die Dielenfußböden mit Linoleum belegt, was zum Teil die Bildung von Schimmel zur Folge hatte.
Bauschäden aus der Altenheimzeit wurden zumeist nur provisorisch behoben, sodass sich das Schloss 1994 in einem stark sanierungsbedürftigen Zustand befand. Weiterer Verfall erfolgte in den nächsten zehn Jahren des Leerstands, obwohl in einer ersten Sicherungsmaßnahme von 1996 bis 1997 der Dachstuhl des Corps de Logis vom Hausschwamm befreit und die Decke des Festsaals restauriert worden war. Trotz der jahrzehntelangen Vernachlässigung des Gebäudes sind zahlreiche Details der barocken Ausstattung erhalten geblieben.

## Umgebung

### Die Schlossinsel und der Garten

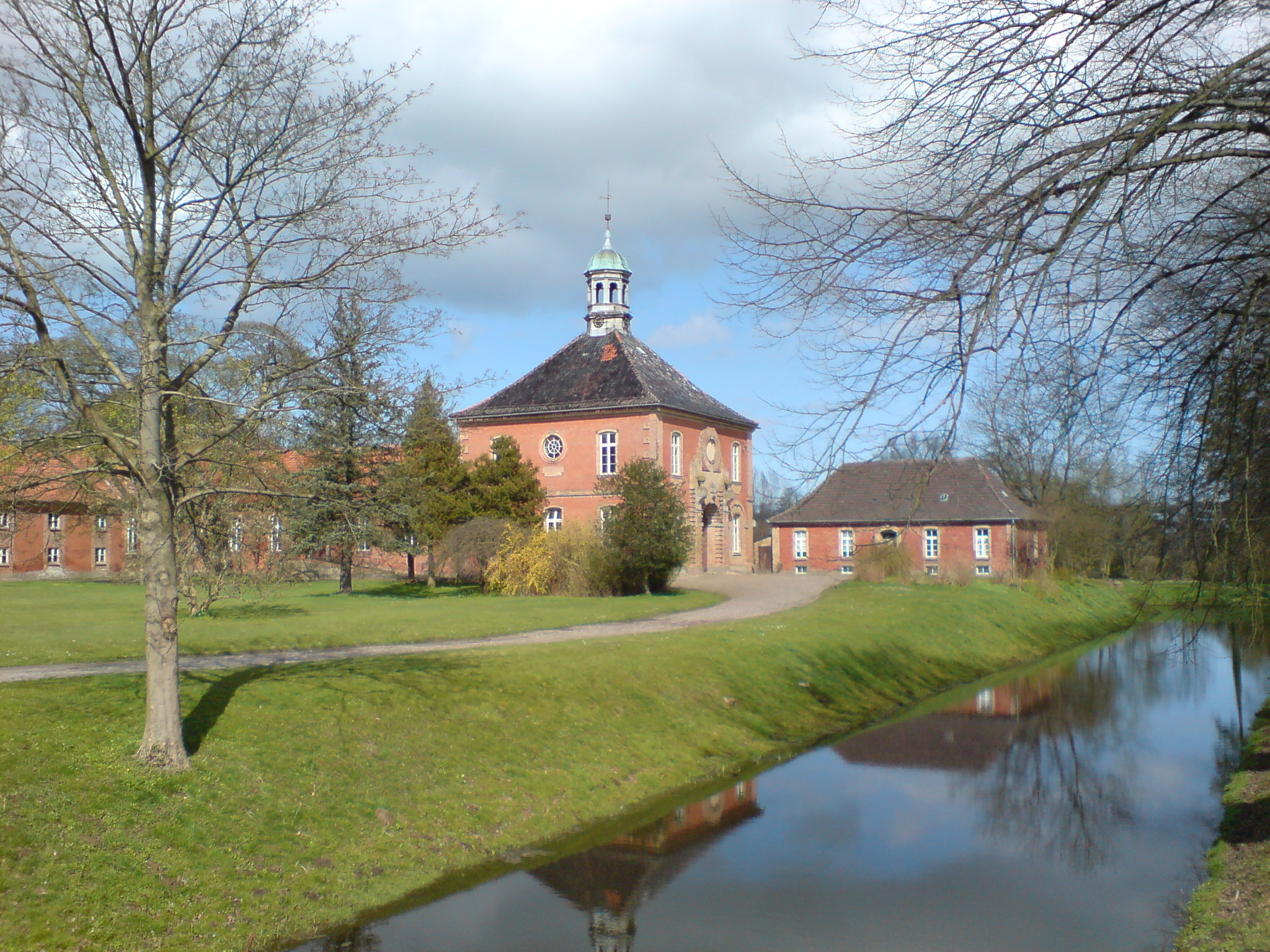
Blick über die Graft auf die Reithalle und das Gesindehaus in der östlichen Ecke der Schlossinsel

Das Schloss steht auf einer rechteckigen Insel, die nach niederländischem Vorbild von einer Graft umgeben ist. Die Grabenanlage hatte nicht nur ästhetische Gründe, denn das Schlossgelände befindet sich in einer Niederungszone, und die Graft diente der Entwässerung des feuchten Gebiets. Der Aushub wurde zudem benötigt, um die Inselfläche aufzufüllen und zu ebnen. Die Insel ist 345 Meter lang und 205 Meter breit. Auf Höhe des Ehrenhofs sind die Gräben etwas schmaler, sodass die Insel dort eine Breite von 220 Metern erreicht. Die Gesamtfläche der Schlossinsel beträgt gut 7 Hektar, wovon Schloss und Ehrenhof ungefähr das südliche Viertel einnehmen. Das Randgebiet der Insel war ebenso wie die äußeren Ufer der Graft ursprünglich durch Lindenalleen gegliedert, die im Laufe der Jahrhunderte aber zum Teil für Feuerholz gefällt wurden, insbesondere nach dem Zweiten Weltkrieg. Die für den Parkbereich zuständige Gärtnerei befand sich südlich außerhalb der Schlossinsel. Dort wurde auch ein Obstgarten angelegt, der in Grundzügen noch existiert.

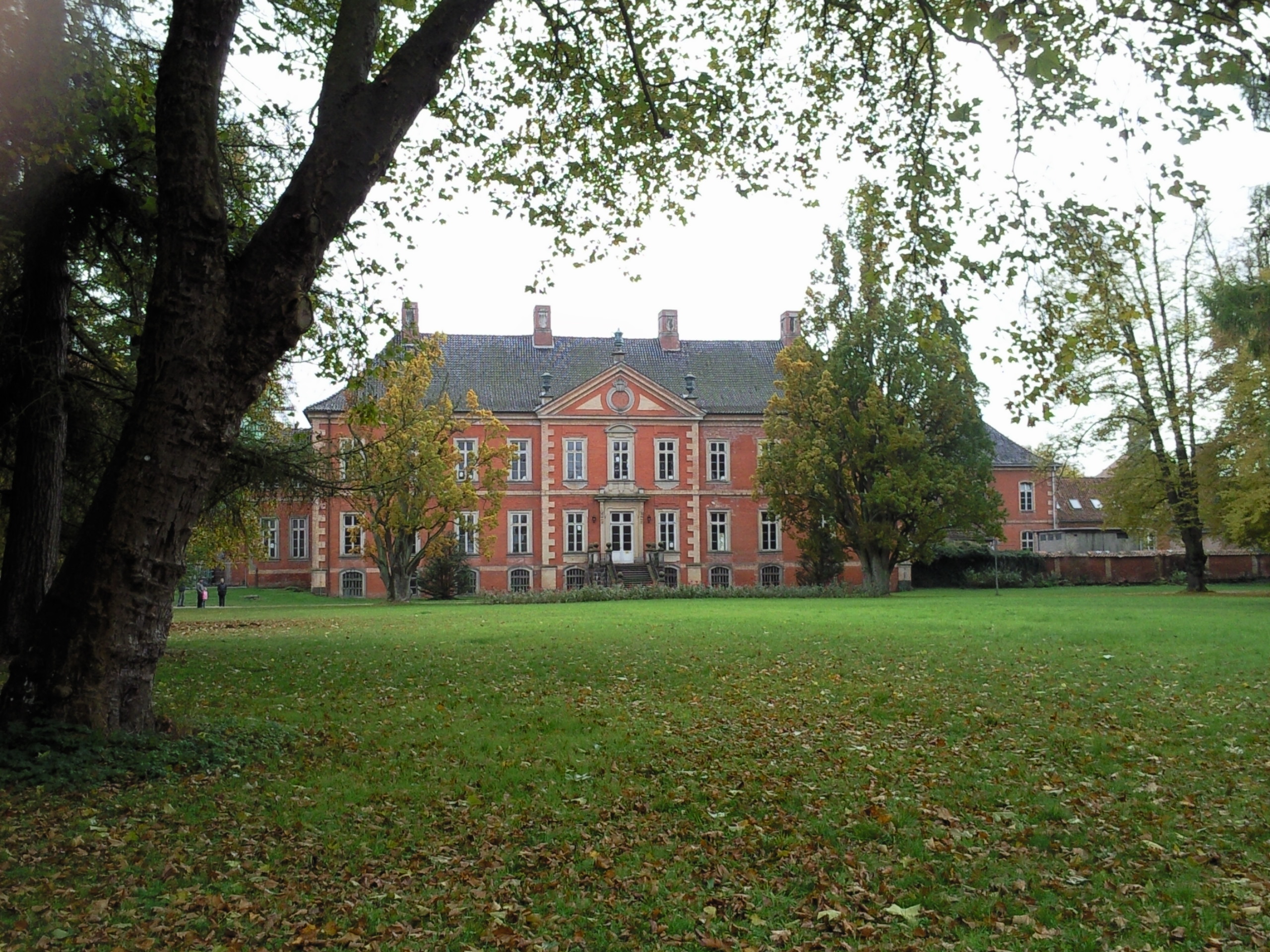
Blick durch den Landschaftsgarten auf die Nordfassade des Corps de Logis

Der Schlossgarten wurde zeitgleich mit dem Schloss angelegt, doch ist sein ursprüngliches Aussehen nicht bekannt. Aus dem 18. Jahrhundert existieren lediglich wenige und zudem widersprüchliche Skizzen, bei denen nicht sicher ist, ob sie eine geplante Gestaltung oder die Umsetzung darstellen. Der Garten wird als typischer Barockgarten niederländischer Prägung gestaltet gewesen sein. Die Pläne lassen einen dreigeteilten Aufbau mit zwei äußeren Broderieparterres und einem mittleren Rasen- oder Wasserparterre vor dem Corps de Logis ebenso möglich erscheinen wie einen der heutigen Struktur ähnlichen Gartenbereich, in dem seitliche Boskette ein mittleres Parterre mit halbrundem Abschluss rahmten. Ein Teil der Pflanzen wurde 1731 beim Konkurs des Guts Sierhagen in Schleswig-Holstein erworben. Der Garten hatte Sichtachsen auf die natürliche hügelige Umgebung als Vorwegnahme der Gartentheorie der zweiten Hälfte des 18. Jahrhunderts. Der Schlossgarten wurde im Laufe des 19. Jahrhunderts in einen Landschaftsgarten umgewandelt, wobei seine durch Alleen gegliederte Grundstruktur weitgehend erhalten blieb. In die Mitte des Parterres wurde zu dieser Zeit ein nierenförmiger Teich eingelassen, außerdem wurden exotische Solitärbäume sowie Rhododendren und Azaleengruppen gepflanzt.
Viele der Alleebäume wurden im Winter 1945/1946 gefällt und zu Brennholz verarbeitet. Ein Fachwerkhaus im östlichen Schlossgarten diente während der Lazarettzeit als Kühlhaus für die Verstorbenen, von der lokalen Bevölkerung wird es seither Weiße Leiche genannt. Die Reste der einstigen Orangerie wurden nach 1950 abgerissen und der frühere Eiskeller wurde zugeschüttet. Nachdem das Schloss zu einem Altenheim umgestaltet worden war, sollte der Garten zur Erholung der Heimbewohner dienen. Ab 1969 wurden Neuanpflanzungen für die nach dem Krieg gefällten Bäume durchgeführt. Da Holländische Linden nicht in ausreichender Zahl zur Verfügung standen, wurden die Alleen auch mit anderen Lindenarten aufgeforstet. Um den Erhalt und die Gestaltung des Schlossgartens kümmerten sich ab 1973 Klützer Bürger. In dieser Zeit wurde der ringförmige Weiher anstelle des früheren Teichs angelegt, zahlreiche Blütenpflanzen wie Schlüsselblumen und Windröschen wurden ausgesät und in der Weißen Leiche, die im 19. Jahrhundert Teil einer Gartenkegelbahn war, wurde ein Café eingerichtet. Nach einer Zeit der Vernachlässigung wird der Garten seit der Übernahme durch das Bundesland Mecklenburg-Vorpommern 2006 wieder gärtnerisch gepflegt. Das Teehaus ist gegenwärtig geschlossen, eine Freilichtbühne im nördlichen Gartenbereich dient als Aufführungsort der Festspiele Mecklenburg-Vorpommern. Im Jahr 2009 war der Schlossgarten einer der Außenstandorte der Bundesgartenschau.

### Das Vorwerk, die Festonallee und die Grabkapellen

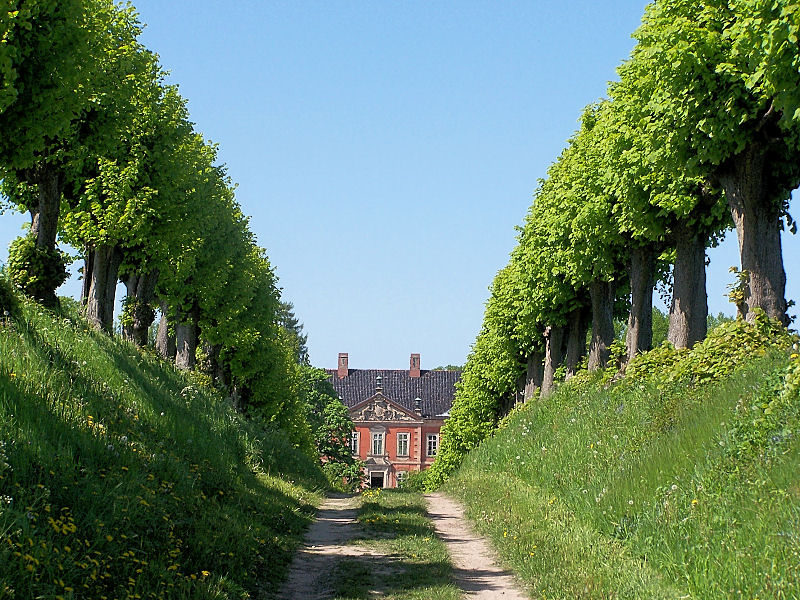
Blick durch die Festonallee auf das Hauptgebäude des Schlosses

Südlich des Schlosses steht das einstige Vorwerk des Schlosses namens Hofzumfelde, das einst der Versorgung der Schlossbewohner diente ⊙. Mit dem Schloss ist es über eine 270 Meter lange Festonallee aus Holländischen Linden verbunden, die in Deutschland einzigartig ist. Für ihre Gestaltung wurden die jungen Bäume in der Mitte gespalten, so dass zwei Hauptäste aus ihnen wuchsen. Diese wurden dann mit zunehmendem Wachstum beschnitten und seitlich umgebogen. Im Laufe der Jahre konnte damit aus den Baumreihen eine natürliche Girlande gestaltet werden. Der Vorgang nahm mehrere Jahrzehnte in Anspruch. Die Allee benötigt intensive Pflege; alle drei Jahre müssen die Bäume zurückgeschnitten werden. Die Allee ist etwa sieben Meter breit und bestand ehemals aus 72 Bäumen, von denen noch insgesamt 69 erhalten sind. Sie führt wirkungsvoll als Hohlweg über eine Hügelkuppe, von deren höchsten Punkt aus das Corps de Logis zu sehen ist. Der Scheitel der Anhöhe befindet sich auf dem Niveau des Obergeschosses. Eine optische Spielerei ermöglicht den Blick von hier durch den Festsaal auf die gegenüberliegende Seite der Senke.
Östlich der Schlossinsel führt eine Lindenallee, die heutige Hauptzufahrt zum Schloss, in Richtung des Klützer Friedhofs. Hier befand sich bis in die 1960er Jahre die Familienkapelle der Bothmer, ein Bau aus der Mitte des 19. Jahrhunderts. Überreste der Kapelle sind in das Friedhofsportal eingelassen. Eine ältere Grabkapelle, das sogenannte Mausoleum, befindet sich in der Klützer Innenstadt bei der Marienkirche. Sie wurde in der zweiten Hälfte des 18. Jahrhunderts in einem dem Schloss angepassten Stil erbaut und diente bis 1938 als Grablege der Familie. Dann wurde sie an die Stadt Klütz verkauft und wird seitdem als Trauerhalle benützt. Die Bothmerschen Sarkophage wurden in die Friedhofskapelle umgebettet.

### Genealogie
- Peter Nöldechen: Schloss Bothmer, Ein Kulturgut in Mecklenburg öffnet sich. Callidus-Verlag, Wismar 2015, ISBN 978-3-940677-15-0.
- Peter Nöldechen: Die Grafen Bothmer, Aufgeklärter Adel in Mecklenburg. Callidus-Verlag, Wismar 2014, ISBN 978-3-940677-13-6.
- Silke Kreibich: Hans Caspar von Bothmer. In: Biographisches Lexikon für Mecklenburg. Band 7, Rostock 2013, ISBN 978-3-7950-3752-9, S. 41–45.
- Hubertus Graf von Bothmer: Schloß Bothmer - Die Grafen von Bothmer in Mecklenburg. In: Bruno J. Sobotka (Hrsg.): Burgen, Schlösser, Gutshäuser in Mecklenburg-Vorpommern, Konrad Theiss Verlag, Stuttgart 1993, ISBN 978-3-8062-1084-2, S. 85–88.
- Walter von Hueck, Friedrich Wilhelm Euler: Genealogisches Handbuch der Gräflichen Häuser 1973 A Band VII, Band 56 der Gesamtreihe GHdA. C. A. Starke, Limburg an der Lahn 1973, S. 81 ff. ISSN 0435-2408
- Hans Friedrich von Ehrenkrook, Friedrich Wilhelm Euler: Genealogisches Handbuch der Gräflichen Häuser 1952, A Band I, Band 2 der Gesamtreihe GHdA. C. A. Starke, Glücksburg (Ostsee), S. 68 ff. ISSN 0435-2408
- Gothaisches Genealogisches Taschenbuch der Gräflichen Häuser 1942, A (Uradel), 115. Jg. Zugleich Adelsmatrikel der Deutschen Adelsgenossenschaft. Justus Perthes, Gotha 1941. S. 105 ff. Digitalisat
- Mecklenburgische Schloßbibliothek des Grafen Bothmer-Bothmer. Katalog 17 von 1928. Versteigerung zu Hamburg; Walter Christiansen & Co. Buch- und Kunstantiquariat, Hamburg 1928.